# Ibérie sassanide
Ibérie sassanide (géorgien : სასანური ქართლი </link> ; Le moyen persan : 𐭥𐭫𐭥𐭰𐭠𐭭, wirōzān/wiruzān/wiručān) désigne la période pendant laquelle le royaume d'Ibérie (Kartli, Géorgie orientale) était sous la suzeraineté de l'empire sassanide. Cette période comprend l'époque où il était dirigé par des Marzbans (gouverneurs) nommés par le roi iranien sassanide, puis par l'intermédiaire de la Principauté d'Ibérie.

## Histoire
Depuis le IIIe siècle, les royaumes géorgiens ont été disputés entre les Sassanides et l'Empire romain - byzantin voisin. Au cours des centaines d'années suivantes, les Byzantins et les Sassanides ont réussi à établir leur hégémonie sur ces régions. À quelques reprises, les rois géorgiens ont réussi à conserver leur autonomie. La gouvernance sassanide a été établie pour la première fois au début de l'ère sassanide, sous le règne du roi Chapour Ier (240-270). En 284, les Sassanides ont obtenu le trône ibérique pour un prince iranien de la maison de Mihran, connu par la suite sous le nom dynastique de Mirian III,,,. Mirian III devient ainsi le premier chef de cette branche de la famille des Mihranides dans le royaume d'Ibérie, connue sous le nom de dynastie Chosroid (également connue sous le nom de Mihranides ibériques ou Mihranides d'Ibérie), dont les membres régneront sur l'Ibérie jusqu'au VIe siècle. En 363, la suzeraineté sassanide fut restaurée par le roi Shapur II (309-379) qui envahit l'Ibérie et installe Aspacures II comme son vassal sur le trône ibérique,.
La rivalité persistante entre Byzance et la Perse sassanide pour la suprématie dans le Caucase et l'insurrection infructueuse (523) des Géorgiens sous Gurgen ont eu de graves conséquences pour le pays. Par la suite, le roi d'Ibérie n'a plus qu'un pouvoir nominal, tandis que le pays est effectivement gouverné par les Perses. À l'époque où Vezhan Buzmihr était marzban d'Ibérie, les hagiographies de l'époque laissaient entendre que les « rois » de Tbilissi n'avaient que le statut de mamasakhlisi, ce qui signifie « chef de la maison (royale) ». À la mort de Bakur III en 580, le gouvernement sassanide de Perse sous Hormizd IV (578-590) saisit l'occasion d'abolir la monarchie ibérique. L'Ibérie devient une province perse, administrée directement par des marzbans nommés,, ce qui constitue en fait, comme l'indique le professeur Donald Rayfield ; « une continuation de jure de l'abolition de facto de la royauté ibérique depuis les années 520 ».
Les nobles ibériques acceptèrent ce changement sans résistance, tandis que les héritiers de la maison royale se retirèrent dans leurs forteresses des hautes terres - la principale lignée des Chosroid à Kakheti et la branche cadette des Guaramid à Klarjeti et Javakheti. Cependant, le contrôle direct des Perses a entraîné une lourde imposition et une promotion énergique du zoroastrisme dans un pays en grande partie chrétien. Par conséquent, lorsque l'empereur romain d'Orient Maurice s'est lancé dans une campagne militaire contre la Perse en 582, les nobles ibériques lui ont demandé de les aider à restaurer la monarchie. Maurice a répondu à cette demande et, en 588, a envoyé son protégé, Guaram I des Guaramides, comme nouveau souverain en Ibérie. Cependant, Guaram n'a pas été couronné roi, mais reconnu comme prince président et a reçu le titre romain oriental de curopalates. Le traité byzantino-sassanide de 591 confirme cette nouvelle répartition, mais laisse l'Ibérie divisée en deux parties, l'une dominée par les Romains et l'autre par les Sassanides, dans la ville de Tbilissi. Mtskheta passe sous contrôle byzantin.
Le successeur de Guaram, le deuxième prince président Stéphanos I (Stephanoz I), réoriente sa politique vers la Perse dans le but de réunifier une Ibérie divisée, un objectif qu'il semble avoir atteint, mais qui lui coûte la vie lorsque l'empereur byzantin Héraclius a attaqué Tbilissi en 626, pendant la guerre perso-byzantine de 602–628, qui marque la prédominance définitive des Byzantins dans la majeure partie de la Géorgie en 627-628 au détriment des Sassanides jusqu'à la conquête musulmane de la Perse.

## Protection, activités de construction et colons
En établissant leur prédominance dans le Caucase, les Sassanides se dotent d'une arme supplémentaire qu'ils peuvent utiliser contre les Romains et les Byzantins. La dynastie des gouverneurs (c'est-à-dire les bidakhsh) dont le siège se trouvait à Armazi assurait aux Sassanides la protection de la route longeant la rivière Kura, ainsi que la route plus au nord qui longeait la rivière Aragvi (Aragus) jusqu'au col de Darial (c'est-à-dire les portes de l'Ibérie, du Caucase et de l'empire sassanide). Au-delà de ce col, s'étendait une région connue sous le nom de « pays des nomades » selon Strabon. L'hégémonie sassanide établie, l'incursion des nomades dans le royaume sassanide pouvait être entravée. L'iranologue Anahit Perikhanian explique qu'au fil du temps, cependant, alors que les tribus Hun augmentaient leur pression à partir de la fin du IVe siècle, payer les tribus était probablement devenu un outil de défense tout aussi important. Le roi des rois sassanides (Shahanshah) Khosrow I (531-579) a recruté avec succès des Huns comme auxiliaires, comme l'a montré la guerre laziale, mais il a également parrainé la construction de fortifications sur de nombreux sites autour de la région de Tbilissi - Gardman, Sughdabil, ainsi qu'à al-Lāl.
Les royaumes du Caucase, ainsi que l'Arménie, avaient acquis une population iranienne depuis l'époque de l'invasion scythe de la région au cours du Ier millénaire av. J.-C.. À l'époque des activités de fortification de Khosrow Ier, un grand nombre d'Iraniens étaient installés dans cette région, y compris en Ibérie. L'imposition d'un régime sassanide direct par Khosrow Ier signifiait, selon toute vraisemblance, que de nombreux colons non combattants, ainsi que des troupes et des fonctionnaires, s'installaient dans la région. C'est en raison de cette évolution que la Passion géorgienne de saint Eusthatius de Mtskheta mentionne (entre autres) des cordonniers persans vivant à Mtskheta qui adhéraient à la religion zoroastrienne et à leurs propres pratiques. Après leur conversion au christianisme, un certain nombre de ces immigrés dans cette partie nord-ouest de l'empire auraient pu s'adapter à la culture locale.

## Monnaie sassanide d'Ibérie (Géorgie)
Bien que plusieurs dépôts aient été découverts dans l'actuelle Géorgie, contenant des pièces sassanides régulières, aucune marque de frappe locale n'a été identifiée jusqu'à présent pour ces pièces sassanides régulières. Toutefois, des pièces dites « kartvelo-sasaniennes » ont été produites localement à Kartli au cours de la dernière période de suzeraineté et de domination sassanide sur le centre-est de la Géorgie (l'Ibérie des auteurs classiques), c'est-à-dire à la fin du VIe siècle et dans la première moitié du VIIe siècle. Comme toutes les pièces existantes de ce type sont ornées à l'avers de l'image Hormizd IV ou de Khosrow II, il n'y a pas de pièces kartvelo-sasaniennes antérieures au règne d'Hormizd IV (qui a débuté en 579). La production de pièces kartvélosasaniennes a commencé après la suppression de la monarchie ibérique par les Sasanides, datée par Cyril Toumanoff de 580.
Les pièces kartvelo-sassaniennes sont généralement ornées de lettres et/ou de monogrammes asomtavruli. Ces monogrammes représentent généralement les noms des eristavis éminents et des princes présidents (eristavta-mtavaris) contemporains d'Ibérie. Les premières pièces de monnaie kartvelo-sassanides, qui font partie de la première phase, portent l'inscription JO, qui, selon Stephen H. Rapp Jr, se traduit par « O, Croix ». Une fois la Principauté d'Ibérie fermement établie, les inscriptions, dans cette deuxième phase, ont évolué vers des monogrammes qui mentionnaient le nom des princes présidents. Parmi ces monogrammes, on peut citer GN et GRG, c'est-à-dire respectivement « Gurgen/Guaram » ; ces deux abréviations sont identifiées avec le prince Guaram I (588-590). Les princes présidents qui ont suivi cette phase ont été encore plus audacieux dans la présentation de leur affiliation religieuse. Dans cette troisième et dernière phase des pièces de Kartvelo-Sasanian, on peut distinguer une petite croix qui remplace la flamme sacrée zoroastrienne au sommet de l'autel du feu. Cette série commence par l'abréviationSPNS, c'est-à-dire « Stéphanos Ier d’Ibérie », placée autour de l'image du shahanshah sassanide Hormizd VI. Le texte ne gêne pas la lecture de la légende typiquement utilisée en moyen-persan. Ces adaptations se développent encore pendant le règne de Stepanoz I (590-627), ou peut-être pendant le règne de Stepanoz II (642–650). Dans cette sous-phase, l'inscription complète du nom « Stepanoz » peut être vue des deux côtés de la tête du Shahanshah sassanide, et l'inscription en moyen persan décrivant le nom et l'année royale du Shahanshah est éliminée.

## Gouverneurs sassanides d'Ibérie
- Piran Gushnasp
- Arvand Gushnasp
- Vezhan Buzmihr

## Voir également
- Atachga de Tbilissi
- Vistahm
- La Géorgie à l'époque romaine
- Conquête musulmane de la Perse
- Principauté d'Ibérie
- Règle arabe en Géorgie